# Extinção por resfriamento
Extinção por Resfriamento
Ocorre, normalmente, quando a superfície de um material em combustão é resfriada a fim de que sua temperatura caia abaixo daquela e libera vapores em quantidade suficiente para manter a combustão; assim o fogo será extinto.
O resfriamento superficial, em geral, não é eficiente para extinguir incêndios em gases e líquidos inflamáveis com ponto de fulgor abaixo da temperatura da água aplicada. Portanto, não é recomendado para líquidos inflamáveis com ponto de fulgor abaixo de 38°C.
A quantidade de água necessária à extinção dependerá da quantidade de calor a ser absorvido. A velocidade de extinção dependerá da proporção de aplicação da água em relação à quantidade de calor produzido, do grau de cobertura possível e da forma e características de aplicação da água.
A melhor maneira é aplicar a água no fogo de tal modo que se consiga o máximo efeito de resfriamento pela absorção do calor. Para isto é necessário que a água seja aquecida até sua temperatura de ebulição – 100ºC – e seja convertida em vapor. Este efeito é obtido com maior facilidade quando a água é aplicada em forma de gotículas em vez de jato sólido
Os principais efeitos do resfriamento pela utilização de água na forma de neblina (spray) são os seguintes:
- A quantidade de calor transferido é proporcional à superfície exposta à água. Para uma dada quantidade de água, sua superfície será grandemente aumentada pela sua conversão em gotículas;
- A quantidade de calor transferido depende da diferença de temperatura entre a água e o ar atmosférico que envolve o fogo ou o material ardente;
- A quantidade de calor transferido depende também da quantidade de vapor de água contido no ar, particularmente no que se refere à proporção do fogo;
- A capacidade de absorção de calor depende da distância e da velocidade com que a água é projetada na zona da combustão. Este fator exige que uma considerável quantidade de água seja dirigida para as partes certas.

Esse método consiste em jogarmos água no local em chamas, provocando seu resfriamento e consequentemente eliminando o componente “calor” do triângulo do fogo.
E também consiste em diminuir a temperatura do material combustível que está queimando, diminuindo, consequentemente, a liberação de gases ou vapores inflamáveis.
Sendo assim, o método mais utilizado de extinção de incêndio.